# Clitella nutricula
Clitella nutricula är en sjöpungsart som beskrevs av Kott 200. Clitella nutricula ingår i släktet Clitella och familjen Didemnidae. Inga underarter finns listade i Catalogue of Life.